# Parc national de Manupeu Tanah Daru
Le parc national de Manupeu Tanah Daru est un parc national situé sur l'île indonésienne de Sumba (. Le parc intègre 23 villages